# Kim Gye-gwan
Kim Gye-gwan est un diplomate nord-coréen, vice-ministre des Affaires étrangères, né le 6 juillet 1943 dans le Pyongan du Nord.
À ce titre, il a représenté la partie nord-coréenne lors des négociations tripartites, à Pékin, avec les États-Unis et la Chine, sur la reprise des discussions sur le nucléaire coréen, après l'essai nucléaire du 9 octobre 2006 (voir l'article détaillé Essai nucléaire nord-coréen du 9 octobre 2006). Il dirige la délégation nord-coréenne dans les actuels pourparlers à six (les deux Corée, les États-Unis, la Chine, la Russie et le Japon) sur le nucléaire coréen.
Il est également chargé du dossier sur les sanctions financières américaines contre la Corée du Nord.